# Сошенко Іван Максимович
Іва́н Макси́мович Соше́нко (2 (14) червня 1807 , Богуслав, Київська губернія  — 19 (31) липня 1876 , Корсунь-Шевченківський, Київська губернія ) — український маляр і педагог. Один із найближчих друзів Тараса Шевченка, взяв активну участь у його визволенні з кріпацтва. У 1832–1838 роках навчався в Петербурзькій академії мистецтв; з 1839 року — викладач малювання в Ніжинській, Немирівській (з 1846) і з 1856 київських гімназіях. Із збережених творів Сошенка відомі: «Портрет бабусі Чалого», «Жіночий портрет», «Хлопчики-рибалки», «Продаж сіна на Дніпрі» (1857); пейзажі; ікони.

## Життєпис

### Ранні роки

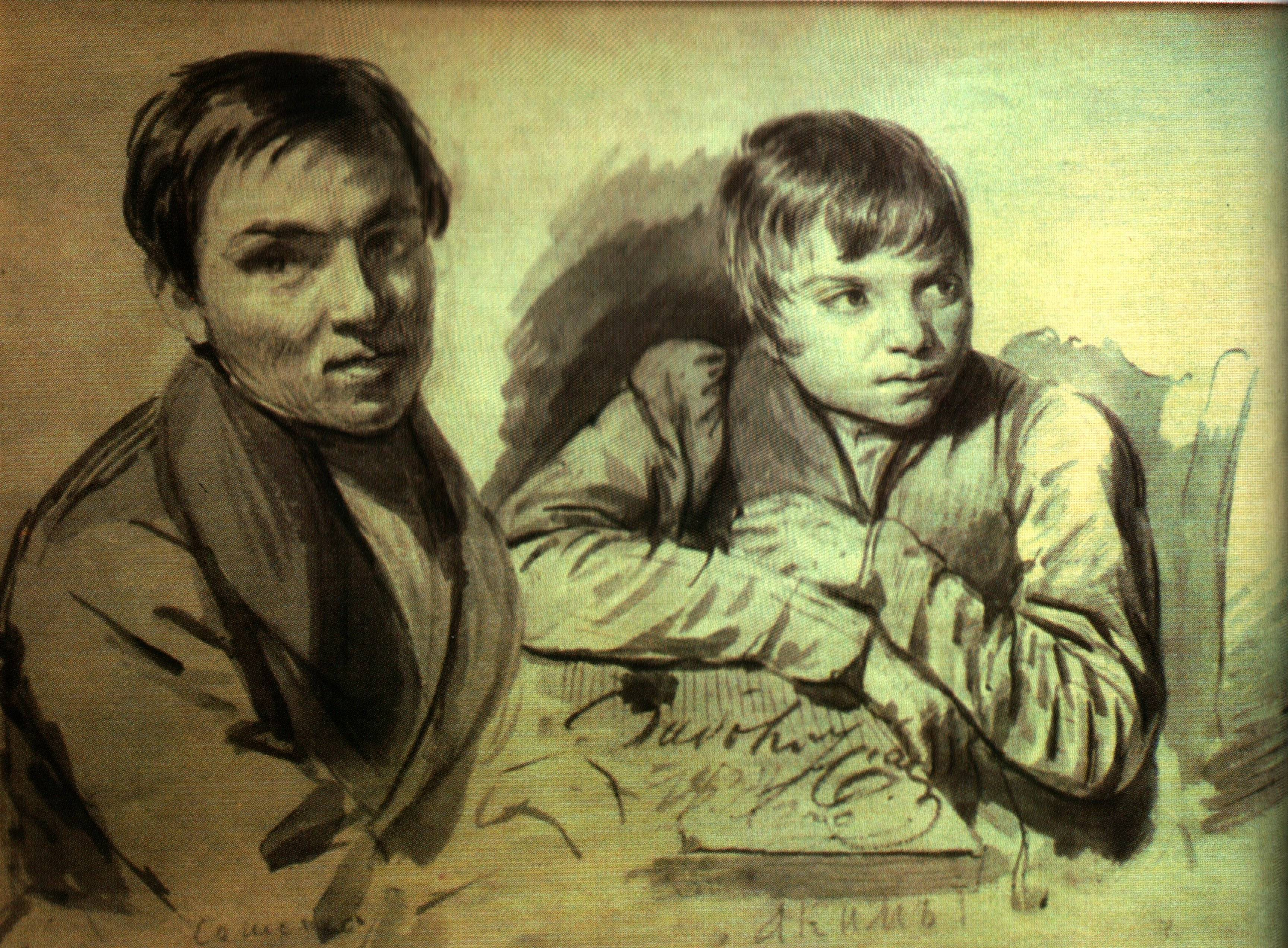
Портрет Івана Сошенка та Якима Заблоцького

Народився 2 (14) червня 1807 року в Богуславі, тепер Київська область, Україна. Його дід — міщанин, кожум'яка Кіндрат Соха, залишив після себе невеликий спадок. Однак сусідами діда виявились графи Браницькі (герб Гриф), а графиня Олександра Браницька іноді підступом захоплювала землі міщан Богуслава, тому рід втратив землю. Батько — Максим Сошенко — через постійні нестатки і загрози покріпачення був змушений разом з родиною переїхати до Звенигородки.
Значний вплив на формування Сошенка мала його бабуся (з роду Превлоцьких), яка навчала грамоти восьмирічного внука. Потім Іван Сошенко учився в дяка, де осягнув уміння писати латиницею і читати Псалтир, який згодом знав напам'ять і у свої 60 років. Тринадцятирічним він потрапив у Вільшану до відомого ікономаляра Степана Превлоцького, що погодився взяти Сошенка на безплатне утримання. Безкоштовність навчання пояснювалась тим, що його бабуся була далеким родичем Степана Превлоцького. Тут юнак працював на господарстві, а згодом навіть отримував платню за свою роботу.
1823 року починає працювати самостійно й мав перше вдале замовлення від мліївської церкви («Чорне місце»), яке допомогло набути репутацію вмілого іконописця в цілій окрузі. Також він малював картини для матусівського й лебединського монастирів.

### Сошенко і Шевченко
1836 року в Петербурзі познайомився з Тарасом Шевченком. Був одним із перших, хто звернув увагу на художній хист Шевченка та познайомив його з такими відомими людьми, як Євген Гребінка, Василь Григорович, Олексій Венеціанов та іншими.
Деякий час Шевченку і Сошенку довелося жити в одній квартирі.
Сошенко згодом зустрівся із Шевченком у Ніжині 1846 року та в Києві 1859 року, вони також багато листувалися. У серпні 1859 року Тарас Шевченко гостював у художника у будинку на Великій Житомирській. У травні 1861 року Сошенко супроводжував труну Шевченка до Канева.

### В Петербурзі
На основі «прошенія» в правління Академії від 29 вересня 1834 року та спеціального «Увольнительного Листа» від 12 листопада 1834 року Василь Григорович підписує «Білет імператорської Академії художеств» на дозвіл Сошенкові як «постороннему ученику» навчатися в Петербурзькій академії наук. Вчитися Сошенкові було досить важко. Давалися взнаки реміснича іконописна школа та постійна турбота за шматок хліба. Особливе покровительство мав від професорів Академії Олексія Венеціанова та Олексія Єгорова, що порадами допомагали художнику.
Під час навчання Сошенко створює ряд жанрових та історичних полотен, портретів, пейзажів, займається монументальними стінописом, копіюванням класичного малярства. В цей час він знайомиться з Петром Петровським, Григорієм Михайловим, Петром Заблоцьким, Аполлоном Мокрицьким.

### Після Академії
В липні 1839 року виїжджає працювати до Ніжинського повітового училища, де він згодом вкотре зустрічає Шевченка. Після закінчення академії отримав атестат, що засвідчив звання вільного позакласного художника. Перше приватне замовлення на сюжет визволення апостола Петра з темниці, незважаючи на довгу і наполегливу працю художника, забракував замовник-священик.
У 1846 році через погіршення стану здоров'я змушений переїхати до Немирова працювати у гімназії. Серед його тодішніх учнів був скульптор Гуйський, портретист Страшинський, пейзажист Орловський, що потім став професором академії мистецтв. У цьому місті Сошенко одружився з Марцеліною Віргінською.
Для заробітку в цей час копіював роботи з картинної галереї Потоцького, і три картини «Водоспад», «Ранок», «Вечір» були продані за 300 рублів, що трохи допомогло художнику під час хвороби. Є наукові припущення, що на замовлення управителя маєтку пана Г. Абази Іван Сошенко виконав копію (можливо, копії) портрета Софії Потоцької роботи Лампі. Він також, за деякими свідченнями, писав портрети своїх стареньких батьків під час відвідин їх у Звенигородці влітку 1852 року.
За вісім років після відставки у Немирові, виконуючи замовлення сільських церков, мав лише єдину значну роботу — запрестольний образ для жіночого монастиря «Успіння Матері Божої», великого розміру, з постатями у людський зріст. Сошенко працював над образом півтора року.

### Ікони Сошенка
Костянин Широцький, відомий художник, зауважує, що ікони Сошенка «відрізняються від звичайної малярської роботи». Він також згадує роботи Сошенка у храмі Різдва Христового у Тульчині на Поділлі. Бачив також писані ним образи у мешканця села Гутник Гайсинського повіту. Свої ікони Сошенко власноручно підписував «Ив. Сошенко» або «писалъ живоп. Ив. Сошенко». Дочка отця Антонія Брадугана з Нестерварської церкви розповідала, що вони обоє та односельці позували Сошенкові для образів.

### Останні роки життя

Пам'ятник Івану Сошенку у Богуславі

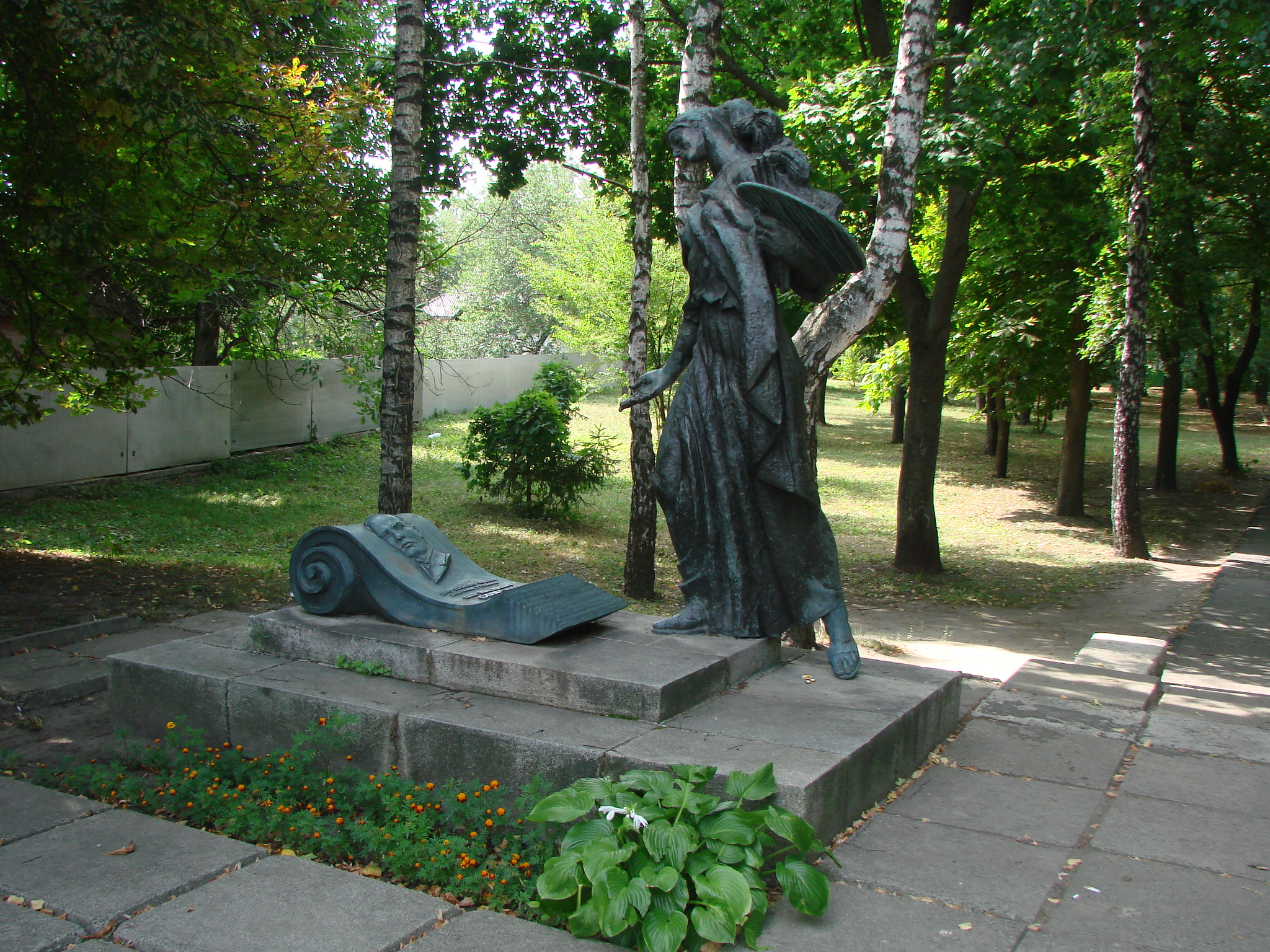
Могила в Корсуні

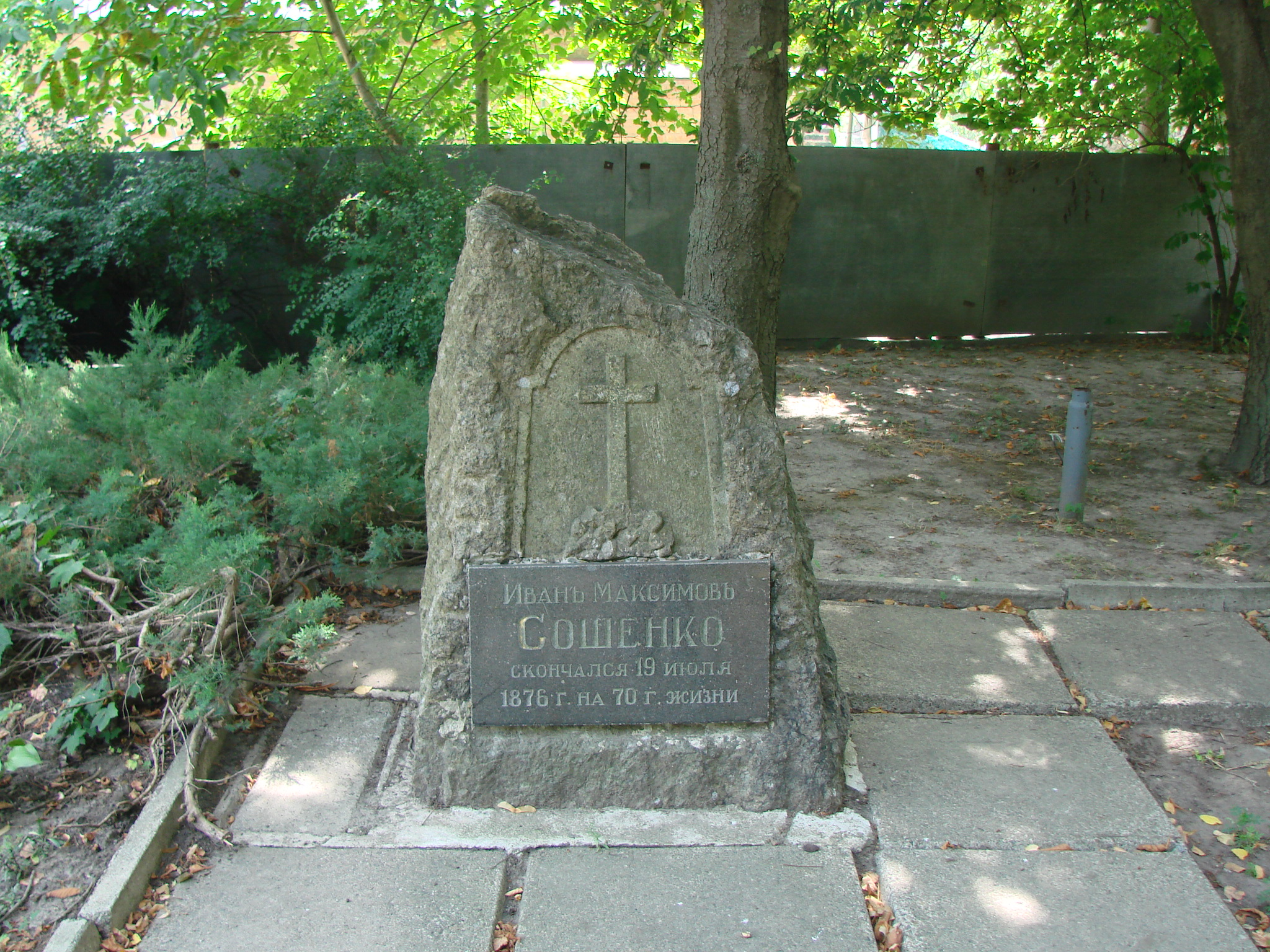
Старий надгробок

Новий надгробок

У липні 1856 року переїздить до Києва викладати у ІІ Київській гімназії, де він прослужив 20 років. Працюючи в гімназії, він цікавиться історією мистецтва, звітами про річні виставки у Петербурзькій академії мистецтв. Читає багато літератури, зокрема Кольба і Куглера.
Про один із творів Сошенка згадує Сава Чалий — «Козацький табір» (1846), а також акварель «Бандурист» (1847). Сошенко також намалював кілька українських краєвидів, створив портрети Хмельницького, Мазепи, Гонти і Гонтихи, любив писати портрети старих людей.
Влітку 1876 року під час подорожі до рідного Богуслава занедужав і зупинився в Корсуні. Тут він пробув два місяці в лікарні і помер 19 (31) липня 1876 року над річкою Россю, біля якої народився.  Похований у Корсуні.

## Вшанування пам'яті
- 15 грудня 1973 року в батьківській хаті, що на Лабунській горі в Богуславі, було урочисто відкрито меморіальний музей-садибу І. М. Сошенка, а 12 червня 1982 року біля музею-садиби відкрито пам'ятник митцеві[3].
- Вулиці Сошенка в різних містах України.

### У літературі
У 2011 році вийшов історичний роман Наталі Околітенко «Рось-Марія» — про Івана Сошенка. Про смерть видатного маляра української поетесою Ліною Костенко складено вірш «Пам'ятник І. М. Сошенку».

## Галерея

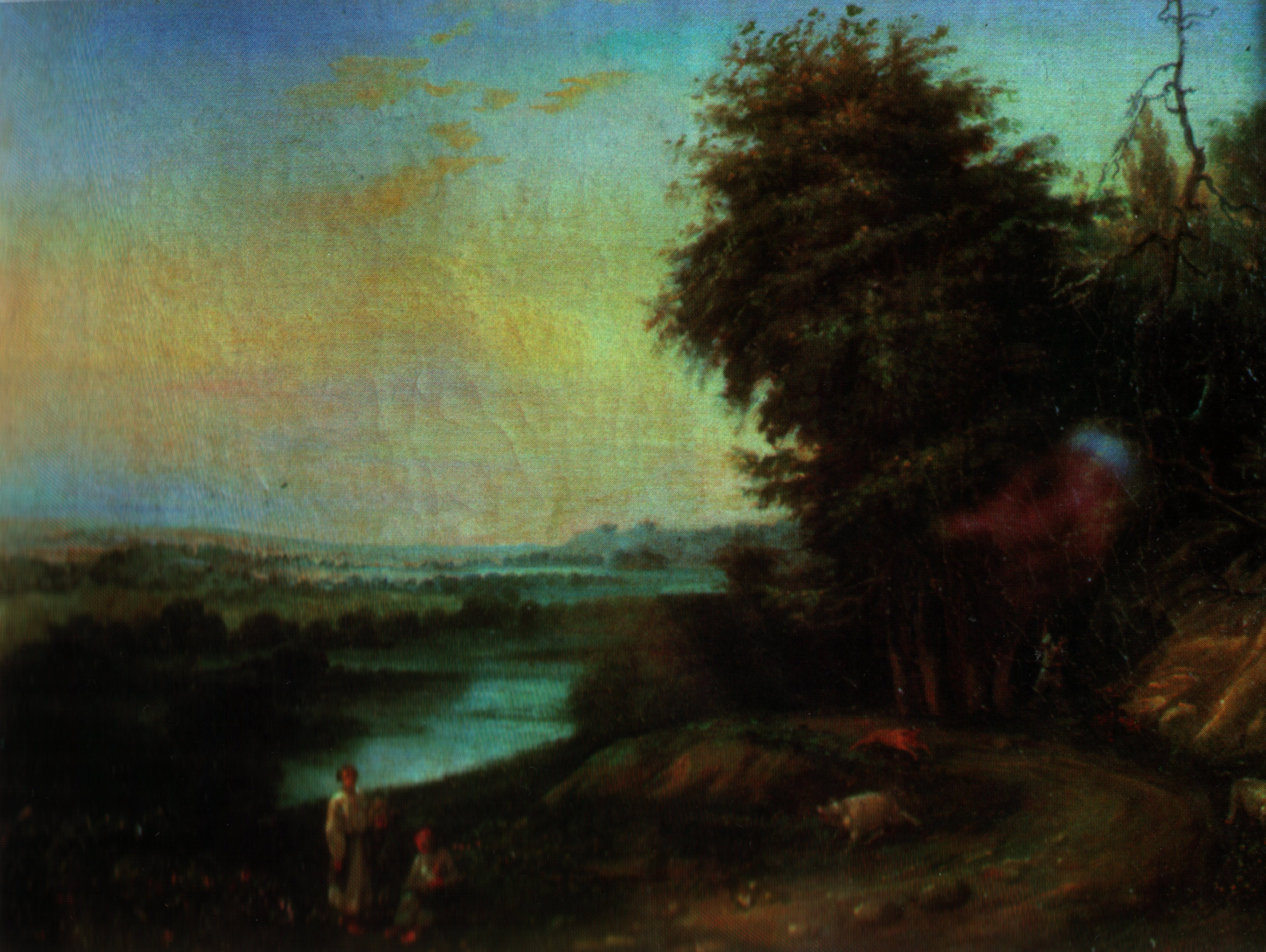
Пейзаж Сошенка
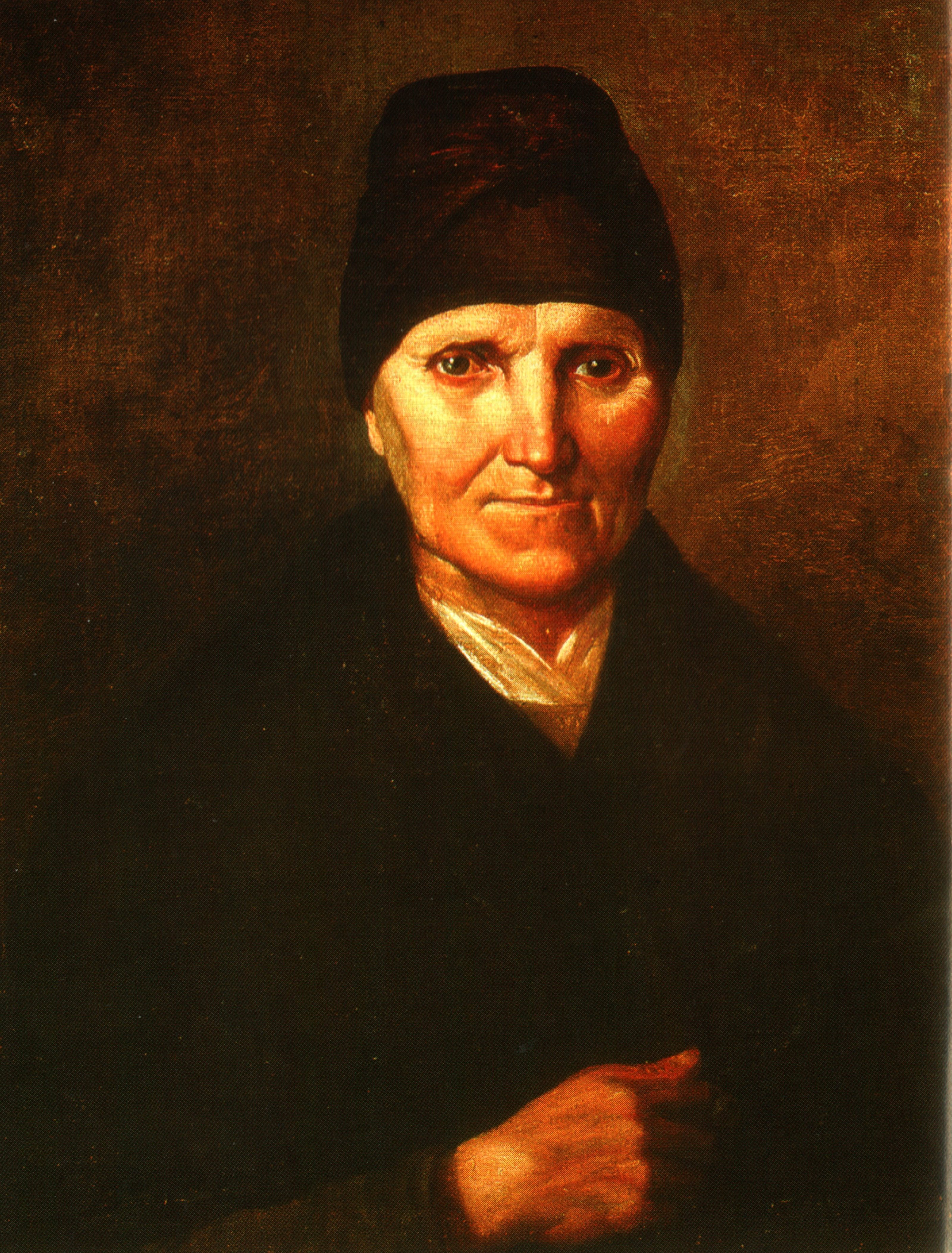
Портрет Гудим-Левкової
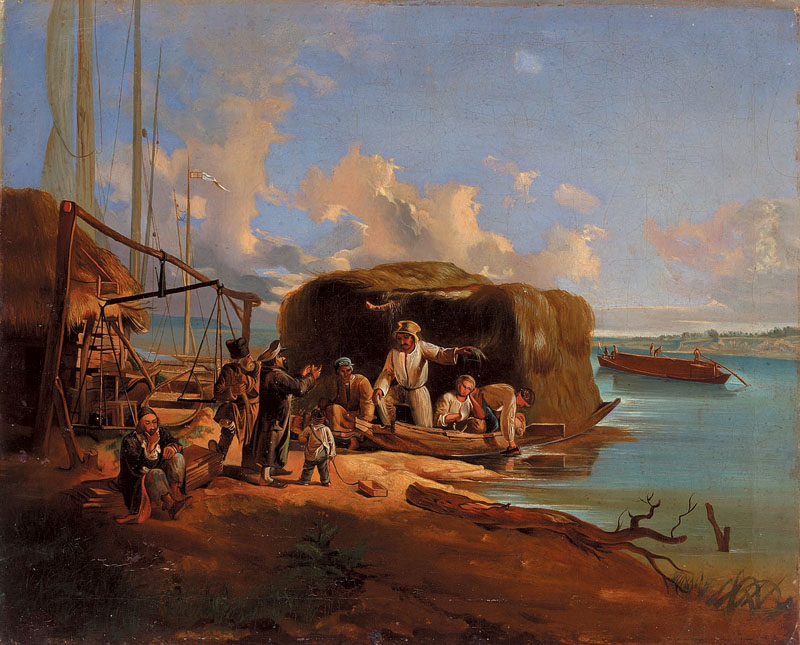
Продаж сіна на Дніпрі